# Казанка (Тоцький район)
Каза́нка (рос. Казанка) — селище у складі Тоцького району Оренбурзької області, Росія.

## Населення
Населення — 39 осіб (2010; 120 у 2002).
Національний склад (станом на 2002 рік):
- росіяни — 91 %